# Biatlon op de Olympische Winterspelen 2014
Biatlon is een van de sporten die beoefend werden tijdens de Olympische Winterspelen 2014 in Sotsji, Rusland. De wedstrijden werden in het Laura Langlauf- & Biatloncentrum in Krasnaja Poljana gehouden.
Nieuw op het programma was de gemengde estafette waarbij twee mannen en twee vrouwen samen een team vormen.

## Wedstrijdschema
| Datum       | Lokale tijd | MET   | Mannen                | Vrouwen             |
| ----------- | ----------- | ----- | --------------------- | ------------------- |
| 07 februari | 20:00       | 17:00 | Openingsceremonie     | Openingsceremonie   |
| 08 februari | 18:30       | 15:30 | 10 km sprint          |                     |
| 09 februari | 18:30       | 15:30 |                       | 7,5 km sprint       |
| 10 februari | 19:00       | 16:00 | 12,5 km achtervolging |                     |
| 11 februari | 19:00       | 16:00 |                       | 10 km achtervolging |
| 13 februari | 18:00       | 15:00 | 20 km individueel     |                     |
| 14 februari | 18:00       | 15:00 |                       | 15 km individueel   |
| 16 februari | 18:00       | 15:00 | 15 km massastart *    |                     |
| 17 februari | 17:00       | 14:00 |                       | 12,5 km massastart  |
| 19 februari | 18:30       | 15:30 | Gemengde estafette    | Gemengde estafette  |
| 21 februari | 17:30       | 14:30 |                       | 4x6 km estafette    |
| 22 februari | 17:30       | 14:30 | 4x7,5 km estafette    |                     |
| 23 februari | 20:00       | 17:00 | Sluitingsceremonie    | Sluitingsceremonie  |

 De 15 km massastart voor heren werd tot twee keer toe uitgesteld en vond uiteindelijk op 18 februari plaats

## Medailles

### Mannen
| Onderdeel             | Goud | Goud                                                              | Zilver | Zilver                                             | Brons | Brons                                                              |
| --------------------- | ---- | ----------------------------------------------------------------- | ------ | -------------------------------------------------- | ----- | ------------------------------------------------------------------ |
| 20 km individueel     | FRA  | Martin Fourcade                                                   | GER    | Erik Lesser                                        | RUS   | Jevgeni Garanitsjev                                                |
| 10 km sprint          | NOR  | Ole Einar Bjørndalen                                              | AUT    | Dominik Landertinger                               | CZE   | Jaroslav Soukup                                                    |
| 12,5 km achtervolging | FRA  | Martin Fourcade                                                   | CZE    | Ondřej Moravec                                     | FRA   | Jean-Guillaume Béatrix                                             |
| 15 km massastart      | NOR  | Emil Hegle Svendsen                                               | FRA    | Martin Fourcade                                    | CZE   | Ondřej Moravec                                                     |
| 4×7,5 km estafette    | RUS  | Aleksej Volkov Jevgeni Oestjoegov Dmitri Malysjko Anton Sjipoelin | GER    | Erik Lesser Daniel Böhm Arnd Peiffer Simon Schempp | AUT   | Christoph Sumann Daniel Mesotitsch Simon Eder Dominik Landertinger |

### Vrouwen
| Onderdeel           | Goud | Goud                                                          | Zilver | Zilver                                                            | Brons | Brons                                                     |
| ------------------- | ---- | ------------------------------------------------------------- | ------ | ----------------------------------------------------------------- | ----- | --------------------------------------------------------- |
| 15 km individueel   | BLR  | Darja Domratsjeva                                             | SUI    | Selina Gasparin                                                   | BLR   | Nadezjda Skardino                                         |
| 7,5 km sprint       | SVK  | Anastasiya Kuzmina                                            | RUS    | Olga Viloechina                                                   | UKR   | Vita Semerenko                                            |
| 10 km achtervolging | BLR  | Darja Domratsjeva                                             | NOR    | Tora Berger                                                       | SLO   | Teja Gregorin                                             |
| 12,5 km massastart  | BLR  | Darja Domratsjeva                                             | CZE    | Gabriela Soukalová                                                | NOR   | Tiril Eckhoff                                             |
| 4×6 km estafette    | UKR  | Vita Semerenko Joelia Dzjyma Valj Semerenko Olena Pidhroesjna | RUS    | Jana Romanova Olga Zajtseva Jekaterina Sjoemilova Olga Viloechina | NOR   | Fanny Horn Tiril Eckhoff Ann Kristin Flatland Tora Berger |

### Gemengd
| Onderdeel | Goud | Goud                                                               | Zilver | Zilver                                                             | Brons | Brons                                                        |
| --------- | ---- | ------------------------------------------------------------------ | ------ | ------------------------------------------------------------------ | ----- | ------------------------------------------------------------ |
| Estafette | NOR  | Tora Berger Tiril Eckhoff Ole Einar Bjørndalen Emil Hegle Svendsen | CZE    | Veronika Vítková Gabriela Soukalová Jaroslav Soukup Ondřej Moravec | ITA   | Dorothea Wierer Karin Oberhofer Dominik Windisch Lukas Hofer |

### Medaillespiegel
| Plaats | Land        | NOC    | Goud | Zilver | Brons | Totaal |
| ------ | ----------- | ------ | ---- | ------ | ----- | ------ |
| 1      | Noorwegen   | NOR    | 3    | 1      | 2     | 6      |
| 2      | Wit-Rusland | BLR    | 3    | 0      | 1     | 4      |
| 3      | Frankrijk   | FRA    | 2    | 1      | 1     | 4      |
| 4      | Rusland     | RUS    | 1    | 2      | 1     | 4      |
| 5      | Oekraïne    | UKR    | 1    | 0      | 1     | 2      |
| 6      | Slowakije   | SVK    | 1    | 0      | 0     | 1      |
| 7      | Tsjechië    | CZE    | 0    | 3      | 2     | 5      |
| 8      | Duitsland   | GER    | 0    | 2      | 0     | 2      |
| 9      | Oostenrijk  | AUT    | 0    | 1      | 1     | 2      |
| 10     | Zwitserland | SUI    | 0    | 1      | 0     | 1      |
| 11     | Italië      | ITA    | 0    | 0      | 1     | 1      |
| 11     | Slovenië    | SLO    | 0    | 0      | 1     | 1      |
| Totaal | Totaal      | Totaal | 11   | 11     | 11    | 33     |